# Osvaldo Norberto Santos
Osvaldo Norberto Santos (Bahía Blanca, 5 giugno 1953) è un ex calciatore argentino, di ruolo portiere.

## Carriera
Nato a Bahía Blanca, figlio di un emigrante spagnolo ha esordito nell'Huracán de Ingeniero White, squadra con sede nel partido di Bahía Blanca. Con l'Huracán aveva svolto tutta la trafila delle giovanili, sin dai 10 anni di età; nel 1971 ha giocato nel Campionato Nacional, disputando in totale 13 incontri. In seguito ha militato nel Club Atlético Lanús, e nel 1975 si è trasferito al Barcellona spagnolo.
Nel 1978 viene acquistato dal Boca Juniors, e con gli Xeneizes vince Coppa Libertadores e Coppa Intercontinentale. Nel 1981 viene ceduto all'Argentinos Juniors insieme con  Salinas, Bordón, Zanabria e Randazzo, in cambio di Diego Armando Maradona.
Chiude la carriera nel 1983, dopo le esperienze all'Independiente Santa Fe e al Club Atlético Huracán.

## Palmarès
- Coppa Intercontinentale: 1

Boca Juniors: 1977
- Coppa Libertadores: 1

Boca Juniors: 1978